# David Rouzer

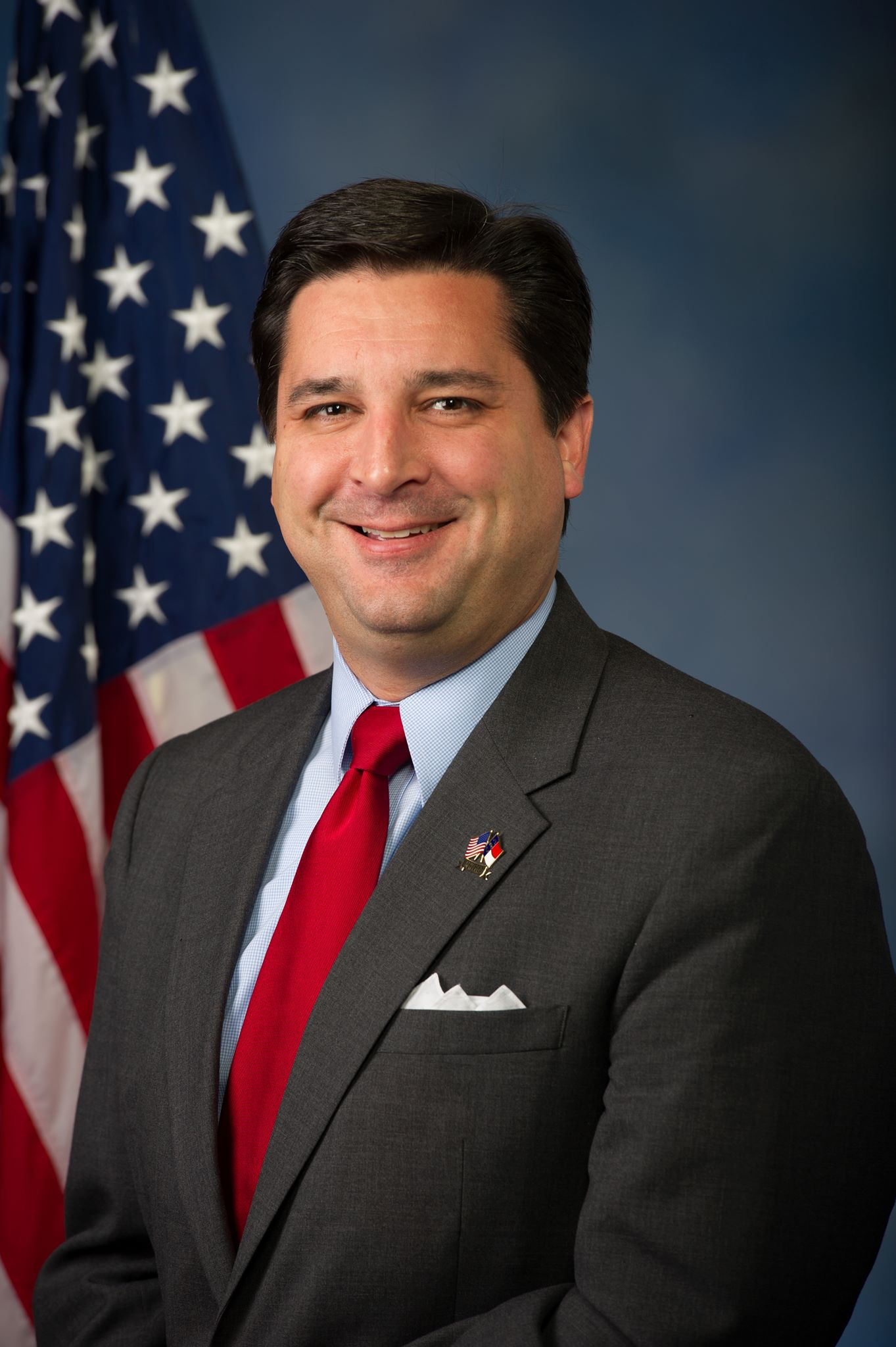
David Rouzer (2015)

David Cheston Rouzer (* 16. Februar 1972 in Landstuhl, Rheinland-Pfalz, Deutschland) ist ein US-amerikanischer Politiker der Republikanischen Partei. Seit Januar 2015 vertritt er den siebten Distrikt des Bundesstaats North Carolina im US-Repräsentantenhaus.

## Werdegang
David Rouzer wurde 1972 im Landstuhl Regional Medical Center geboren. Er besuchte die Northern High School in Durham und studierte danach bis 1994 an der North Carolina State University Landwirtschaft und Chemie, die er mit einem Bachelor of Science verließ. Anschließend betätigte er sich als privater Geschäftsmann. Unter anderem leitet er bis heute die Rouzer Company. In den Jahren 2005 und 2006 arbeitete er während der Präsidentschaft Von George W. Bush für das US-Landwirtschaftsministerium.

## Politik
Politisch schloss er sich der Republikanischen Partei an. Von 1996 bis 2000 gehörte er dem Stab von US-Senator Jesse Helms an; von 2003 bis 2005 war er im Stab von Elizabeth Dole, die ebenfalls Senatorin für North Carolina war. Von 2009 bis 2012 war Rouzer Mitglied des Senat von North Carolina. Im Jahr 2000 bewarb er sich erfolglos um das Amt des Landwirtschaftsministers seines Staates, 2012 scheiterte seine erste Kandidatur für den Repräsentantenhaus der Vereinigten Staaten mit nur 0,2 %.
Bei den Kongresswahlen des Jahres 2014 wurde Rouzer dann im siebten Kongresswahlbezirk von North Carolina in das US-Repräsentantenhaus gewählt, wo er am 3. Januar 2015 die Nachfolge des Demokraten Mike McIntyre antrat, der nicht mehr kandidiert hatte. Er siegte mit 59 zu 35 Prozent der Stimmen gegen Jonathan Barfield, Jr. von der Demokratischen Partei und Wesley Casteen von der Libertarian Party. Er wurde in den Kongresswahlen 2016 bis 2020 stets wiedergewählt.
Die Primary (Vorwahl) seiner Partei für die Wahlen 2022 am 17. Mai gewann er mit 79,2 %. Er trat am 8. November 2022 gegen Charles Graham von der Demokratischen Partei an und entschied diese Wahl mit 57,8 % der Stimmen für sich. Bei den Vorwahlen zur folgenden Kongresswahl 2024 hatten im 7. Wahlkreis weder Rouzer noch der Demokrat Marlando Pridgen Herausforderer. David Rouzer gewann die Hauptwahl im November 2024 gegen Pridgen mit 58,6 Prozent. Dadurch ist er im Repräsentantenhaus des 119. Kongresses vertreten. Die Legislaturperiode des 119. Kongresses dauert bis zum 3. Januar 2027

### Positionen
Rouzer stimmte am 6. Januar 2021 gegen die Zertifizierung der Wahlergebnisse der Präsidentschaftswahl von Joe Biden in Arizona und Georgia. Er verurteilte kurz Nach dem Angriff auf das Kapitol an dem Tag die Gewalt und kritisierte die Sprecher von Donald Trump. Dieser sei aber nicht verantwortlich, da Rechtsextreme das laut Rouzer unabhängig von Trump geplant hätten. Das Amtsenthebungsverfahren wegen des Sturms auf das Kapitol lehnte er als eine über das Knie gebrochene Reaktion ab.
Er brachte im Januar 2025, zu Beginn des 119. Kongresses, H.R. 369 ein. Das Gesetz sollte das Ziel des Project 2025 Arielle das Bildungsministerium der Vereinigten Staaten aufzulösen.

### Ausschüsse
Er ist aktuell Mitglied in folgenden Ausschüssen des Repräsentantenhauses:
- Committee on Agriculture
  - Commodity Markets, Digital Assets, and Rural Development
  - General Farm Commodities, Risk Management, and Credit
- Committee on Transportation and Infrastructure
  - Railroads, Pipelines, and Hazardous Materials
  - Water Resources and Environment

Zuvor war er auch Mitglied im Committee on Natural Resources.